# Zalina Sanchez
Zalina Sanchez Decke (* 5. Dezember 2001) ist eine deutsche Synchronsprecherin, die vor allem durch ihre Arbeit in der Remake-Serie Die Biene Maja, in der sie der Biene Maja die deutsche Stimme leiht, bekannt wurde. Daneben ist sie vor allem seit 2011 in diversen namhaften Film- und Fernsehproduktionen zu hören.

## Leben
Zalina Sanchez Decke kam durch ihren Mitschüler Ben Hadad zum Synchron und sammelte ab dem Jahr 2010 erste Erfahrungen als Synchronsprecherin und war vor allem ab 2011 neben ihrer Schulausbildung des Öfteren in diversen Film- und Fernsehproduktionen zu hören. Im Laufe der Zeit übernahm sie immer mehr Engagements und kann so als deutschsprachige Feststimme von Skai Jackson, Emilia Jones, Emily Alyn Lind, Sydney Rouviere oder Aubrey Anderson-Emmons angesehen werden. Vor allem für Jackson war sie vollends beschäftigt, wobei sie unter anderem von 2011 bis 2015 deren Hauptrolle der Zuri Ross in der US-Jugendserie Jessie synchronisierte und ihr auch die Stimme in jeweils einer Episode von Meine Schwester Charlie (2013) und Der ultimative Spider-Man (2014) oder dem Silvesterspecial Jessie trifft Austin & Ally (2012) lieh. Die deutsche Stimme der Emilia Jones war sie unter anderem 2011 im Film Zwei an einem Tag, 2013 in der Episode Die Ringe von Akhaten von Doctor Who oder im 2014 veröffentlichten Spielfilm Ein Schotte macht noch keinen Sommer. Des Weiteren kam sie in diversen preisgekrönten oder für große Filmpreise nominierten Filmen als deutsche Synchronsprecherin zum Einsatz. So war sie erstmals 2010 am oscarnominierten Blue Valentine als deutsche Stimme von Faith Wladyka als Frankie Periera zu hören.
2011 lieh sie unter anderem im mit einem Oscar ausgezeichneten und in weiteren drei Kategorien nominierten Film The Help den Schwestern Eleanor und Emma Henry die Stimme; außerdem war sie in diesem Jahr auch als Stimme von Ava Acres (Pearl (Kind)) und Talyan Wright (Charlotte (Kind)) am emmynominierten Episoden-Film Five beteiligt. 2012 lieh sie in der Romanverfilmung Anna Karenina, die einen Oscar gewann und für drei weitere nominiert war, den beiden Schauspielerinnen Freya Galpin (als Mascha Stepanowna Oblonskaja) und Octavia Morrissey (als Tanja Stepanowna Oblonskaja) die deutsche Stimme und war in diesem Jahr auch die Stimme von Mya-Lecia Naylor in der mit einem Golden Globe nominierten Romanverfilmung Cloud Atlas. Eine große Rolle übernahm sie 2013 auch mit der Edith, die in der Originalfassung von Dana Gaier gesprochen wird, im zweifach oscarnominierten Animationsfilm Ich – Einfach unverbesserlich 2. Auch 2014 war sie an einem für einen Golden Globe nominierten Spielfilm beteiligt, in Manolo und das Buch des Lebens lieh sie dabei Genisis Ochoa die deutsche Stimme.
Des Weiteren kam sie bereits in diversen Serien zum Einsatz, darunter von 2011 bis 2020 als Stimme von Aubrey Anderson-Emmons (als Lily Tucker-Pritchett) in Modern Family, von 2010 bis 2011 als Chiku in Babar und die Abenteuer von Badou, von 2011 bis 2013 als Stimme von Millie Innes (als Marlee Brodie) in Case Histories, ebenfalls von 2011 bis 2013 von Freja Frost Barlach (als Johanne Rohde) in Die Brücke – Transit in den Tod, von 2011 bis 2015 von Emily Alyn Lind (als Amanda Clarke (jung)) in Revenge oder 2012 und 2013 von Taylor Blackwell (als Lauren Evans) in Magic City. Weitere Engagements hatte sie von 2014 bis 2020 als Stimme von Ella Anderson (als Piper Hart) in Henry Danger, von 2014 bis 2017 von Addison Holley (als Anne) in Annedroids oder von 2013 bis 2018 von Addison Riecke (als Nora Thunderman) in Die Thundermans. Im deutschsprachigen Raum bekannt wurde sie vor allem durch die Rolle der Biene Maja in der Neuverfilmung der Fernsehserie aus den 1970ern, in der sie der Biene in 78 Folgen die Stimme lieh. Außerdem übernahm sie oftmals Sprechrollen von einem Charakter in jeweils nur einer einzigen Episode einer Fernsehserie, kam dabei jedoch bereits auf ein ordentliches Repertoire.

## Synchronarbeiten
Filme
- 2010: Faith Wladyka (als Frankie Periera) in Blue Valentine
- 2011: Talyan Wright (als Charlotte (Kind)) in Five
- 2011: als Girl in Soul Surfer in der 2. Synchro von Disney
- 2011: Emilia Jones (als Jasmine) in Zwei an einem Tag
- 2011: Ava Acres (als Pearl (Kind)) in Five
- 2011: Landry Bender (als Blithe Pedulla) in Bad Sitter
- 2011: Eleanor Henry (als Mae Mobley) in The Help
- 2011: Emma Henry (als Mae Mobley) in The Help
- 2011: Rebecca Maguire (als Saffron) in Der Weihnachtsmuffel in der 2. Synchronisation von 2011
- 2011: Lupa Ranti (als Noura) in Alfie, der kleine Werwolf
- 2011: Sydney Rouviere (als Cara Lockwood) in Wie ausgewechselt
- 2012: Josey Cuthrell Tuttleman (als Lily) in Das wundersame Leben von Timothy Green
- 2012: Freya Galpin (als Mascha Stepanowna Oblonskaja) in Anna Karenina
- 2012: Skai Jackson (als Zuri Ross) in Jessie trifft Austin & Ally (Silvesterspecial)
- 2012: Emily Alyn Lind (als Malia Fitzpatrick) in Um Klassen besser
- 2012: Octavia Morrissey (als Tanja Stepanowna Oblonskaja) in Anna Karenina
- 2012: Mya-Lecia Naylor (als Mia) in Cloud Atlas
- 2012: Jade Nuckcheddy (als Cassandra) in Auf den Spuren des Marsupilami
- 2012: Alexia Osborne (als Victoria (jung)) in Dark Shadows
- 2012: als Kind in Der Chaos-Dad
- 2013: als Kind in Die fantastische Welt von Oz
- 2013: Dana Gaier (als Edith) in Ich – Einfach unverbesserlich 2
- 2013: Gracie Whitton (als Kathy) in Scary Movie 5
- 2014: Emilia Jones (als Lottie) in Ein Schotte macht noch keinen Sommer
- 2014: Lisa Harder (als Alice) in Bouboule – Dickerchen
- 2014: Genisis Ochoa (als Maria (jung)) in Manolo und das Buch des Lebens
- 2015: Paris Van Dyke (als Meg) in Alles steht Kopf
- 2017: Dafne Keen (als X-23) in Logan – The Wolverine
- 2022: Xochitl Gomez (als America Chavez) in Doctor Strange in the Multiverse of Madness
- 2024: Dafne Keen (als X-23) in Deadpool & Wolverine

Serien
- 2010: Morgan Hanley Smith (als Little Julia) in der Episode A Shoe For a Shoe von Weeds – Kleine Deals unter Nachbarn
- 2010–2011: als Chiku in Babar und die Abenteuer von Badou
- 2011: Kassi King (als Lee Thomas / Min Chen) in der Episode Die Wachteljagd von Harry’s Law
- 2011: Danielle Parker (als Melrose Gramercy) in der Episode Kinderstars von CSI: Miami
- 2011: Sydney Rouviere (als Patty) in der Episode Verlorene Söhne von The Glades
- 2011: Aischa Stenbäck Drammeh (als Lilly) in der Episode Im Schutz der Schatten / Angst von Irene Huss, Kripo Göteborg
- 2011–2013: Freja Frost Barlach (als Johanne Rohde) in Die Brücke – Transit in den Tod
- 2011–2013: Millie Innes (als Marlee Brodie) in Case Histories
- 2011–2015: Skai Jackson (als Zuri Ross) in Jessie
- 2011–2015: Emily Alyn Lind (als Amanda Clarke (jung)) in Revenge
- 2011–2020: Aubrey Anderson-Emmons (als Lily Tucker-Pritchett) in Modern Family
- 2012: Wendy Linehan (als Goliath) in der Episode Goliath von Adventure Time – Abenteuerzeit mit Finn und Jake
- 2012: Savannah Paige Rae (als Debra (jung)) in der Episode Erschütternde Wahrheit von Dexter
- 2012–2013: Taylor Blackwell (als Lauren Evans) in Magic City
- 2012–2014: als Kleine Rotfüchsin in Weißt du eigentlich, wie lieb ich dich hab?
- 2013: Skai Jackson (als Zuri Ross) in der Episode Weihnachten mit Jessie von Meine Schwester Charlie
- 2013: Sophia Grace Brownlee (als Gwen) in den Episoden #BritBratzen und Die Rache der Britbratzen von Sam & Cat
- 2013: Emilia Jones (als Merry Gejelh) in der Episode Die Ringe von Akhaten von Doctor Who
- 2013: Danielle Kotch (als Genrika Zhirova) in der Episode Leib und Seele von Person of Interest
- 2013: Brooklyn Lax (als Olivia) in der Episode Aus dem Nichts von Suits
- 2013: Emma Loewen (als Maria) in der Episode Elfie von Last Man Standing
- 2013–2014: Andrea Libman (als Maja) in Die Biene Maja (2013)
- 2013–2018: Addison Riecke (als Nora Thunderman) in Die Thundermans (100 Folgen)
- 2014: Skai Jackson (als Zuri Ross) in der Episode Eine gruselige Museumsnacht von Der ultimative Spider-Man
- 2014: Lucy Caron (als Eve Terrier) in der Miniserie Li’l Quinquin
- 2014: Aileen Davila (als Natalia Diaz) in der dritten Episode von Gang Related
- 2014: Isabella Day (als Kim) in der Episode Fresno Girl von Sam & Cat
- 2014: Yanellie Ireland (als Afghanisches Mädchen) in der Episode Patient Zero von Intelligence
- 2014–2017: Addison Holley (als Anne) in Annedroids
- 2014–2020: Ella Anderson (als Piper Hart) in Henry Danger
- 2015: als Theresa in Heidi
- Seit 2015: Skai Jackson (als Zuri Ross) in Camp Kikiwaka
- 2019–2022: Dafne Keen als Lyra Listenreich (original: Lyra Silvertongue) in His Dark Materials (Fernsehserie)
- 2023: Storm Reid (als Riley) in The Last of Us